# Erwin Wurm
Erwin Wurm (Bruck an der Mur, 27 luglio 1954) è un artista austriaco.

## Biografia
Wurm studia all'Accademia di belle arti e alla Scuola di arti applicate di Vienna tra il 1979 e il 1982.
Alla fine degli anni ottanta, Wurm realizza la serie One Minute Sculptures  (in italiano "sculture di un minuto") in cui l'artista stesso, performer o semplici visitatori vengono posti in relazioni inaspettate con oggetti di uso quotidiano. Lo spettatore viene portato a mettere in discussione la definizione stessa di scultura. Si tratta di utilizzare il "percorso più breve" al fine di creare opere che siano il più chiare, rapide e talvolta divertenti possibili. Dal momento che queste sculture sono da intendersi come "fugaci", spontanee, estemporanee, l'artista ha deciso di far sì che potessero essere immortalate solo su fotografie o video.
Più recentemente, Erwin Wurm ha lavorato ad una serie di sculture intitolate Fat Car, raffiguranti "sculture obese a grandezza naturale che appaiono simili a sacchi troppo pieni". Il primo modello della serie Fat Car è stato realizzato in collaborazione con i designer della Opel che, però, non sono riusciti a realizzare un modello simile a quello immaginato dall'artista. Al fine di creare figure "grasse", l'artista utilizza della schiuma poliuretanica e del polistirolo ricoperto di lacca.
Le opere di Wurm fanno parte di prestigiose collezioni in tutto il mondo, tra cui il Solomon R. Guggenheim Museum, la collezione Peggy Guggenheim, il Walker Art Center, il Museo Ludwig, il museo d'arte di St. Gallen, il Musée d'art contemporain de Lyon e il Centre Pompidou.

## Stile
Le opere di Wurm sono soggetti di uso quotidiano che vengono decontestualizzati e/o sfigurati in maniera al contempo divertente e inquietante. Nel documentario Erwin Wurm: L'artista che ha ingoiato il mondo, l'artista austriaco dichiara:
 Erwin Wurm ha spesso seguito un approccio che può essere umoristico o formale. Riferendosi al suo stile umoristico, l'artista ha dichiarato:

## Galleria d'immagini

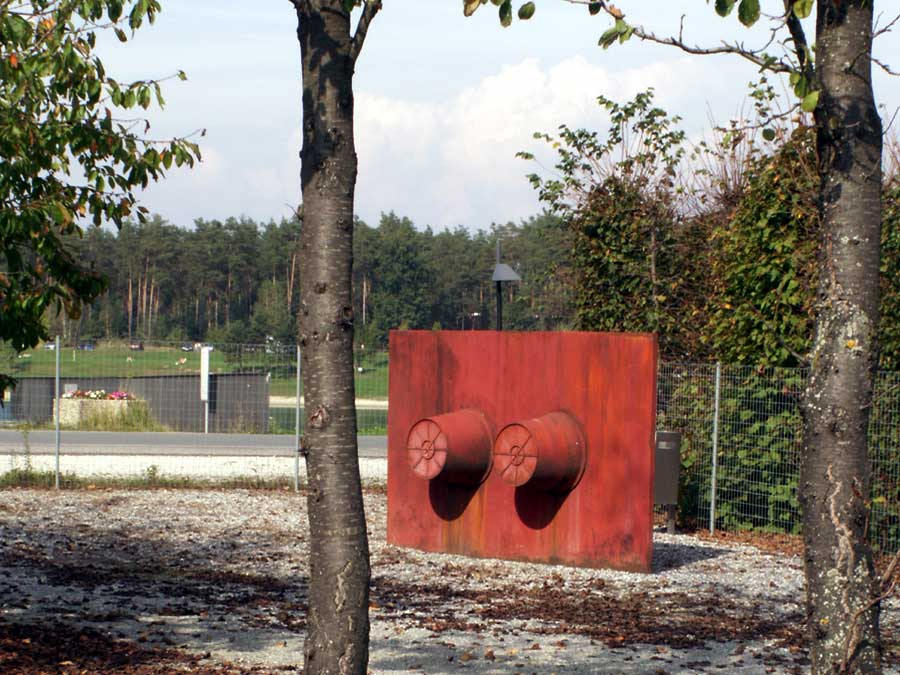
Bunker
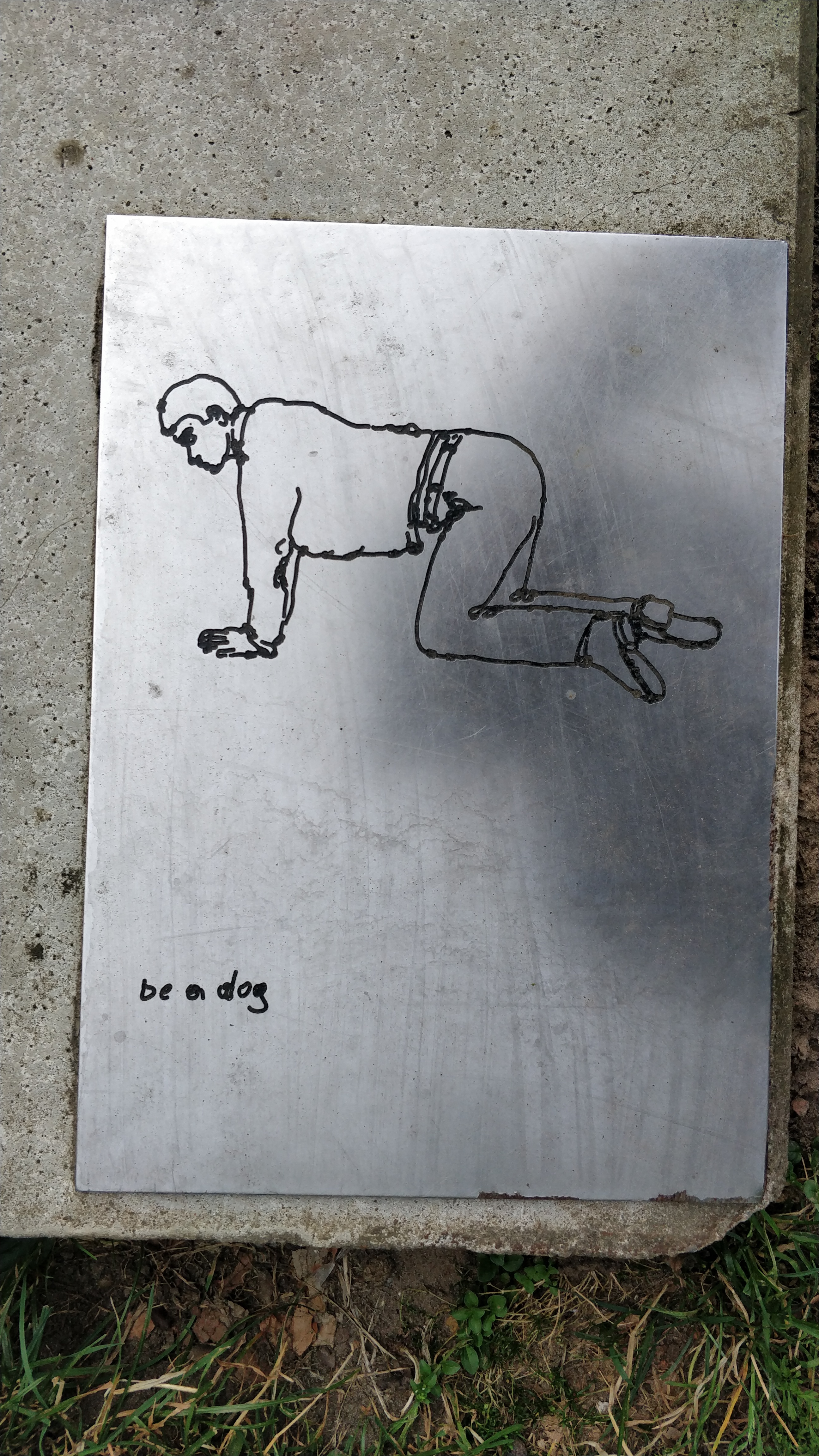
One Minute Sculpture, Be a dog
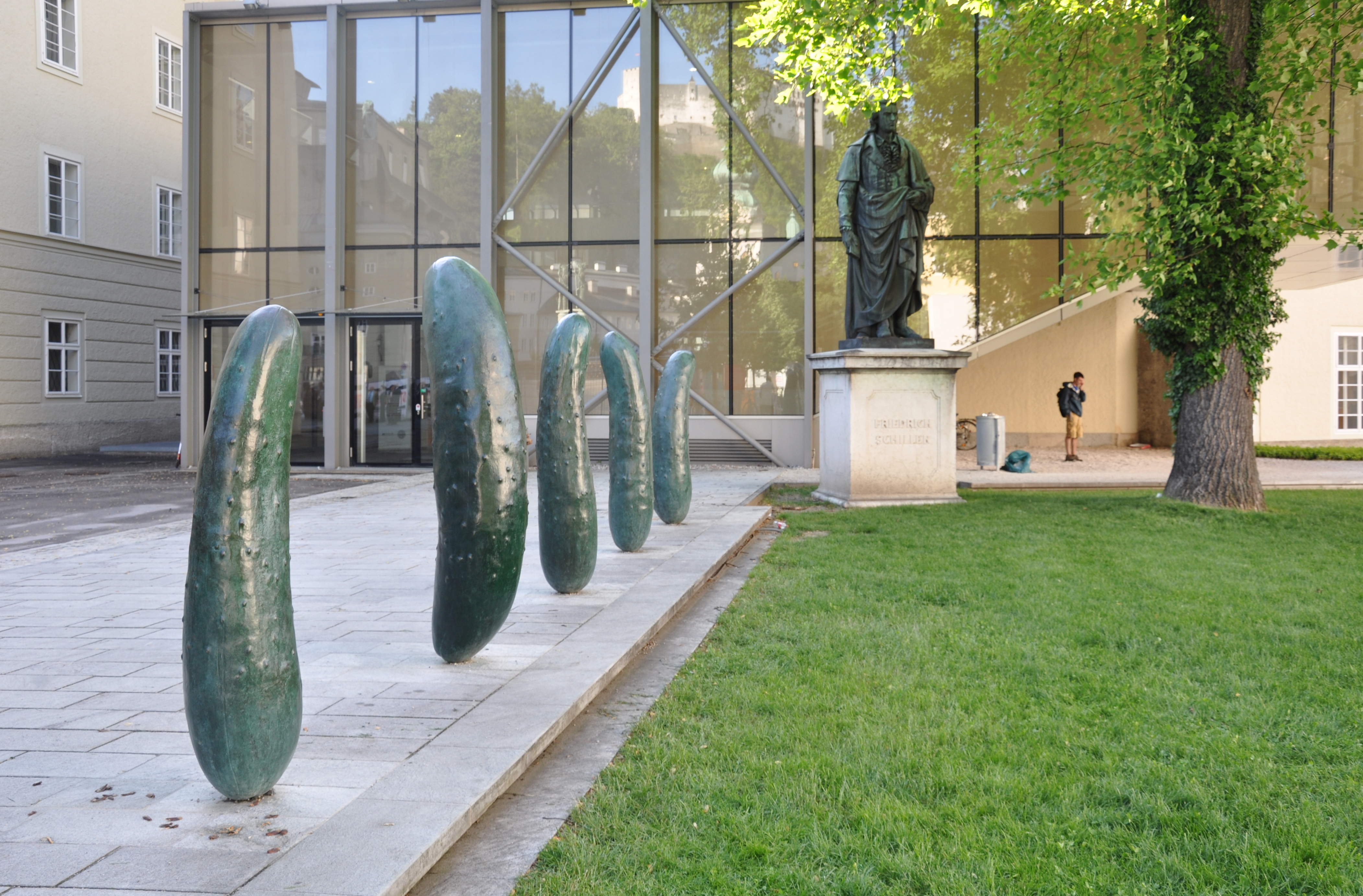
Gurken
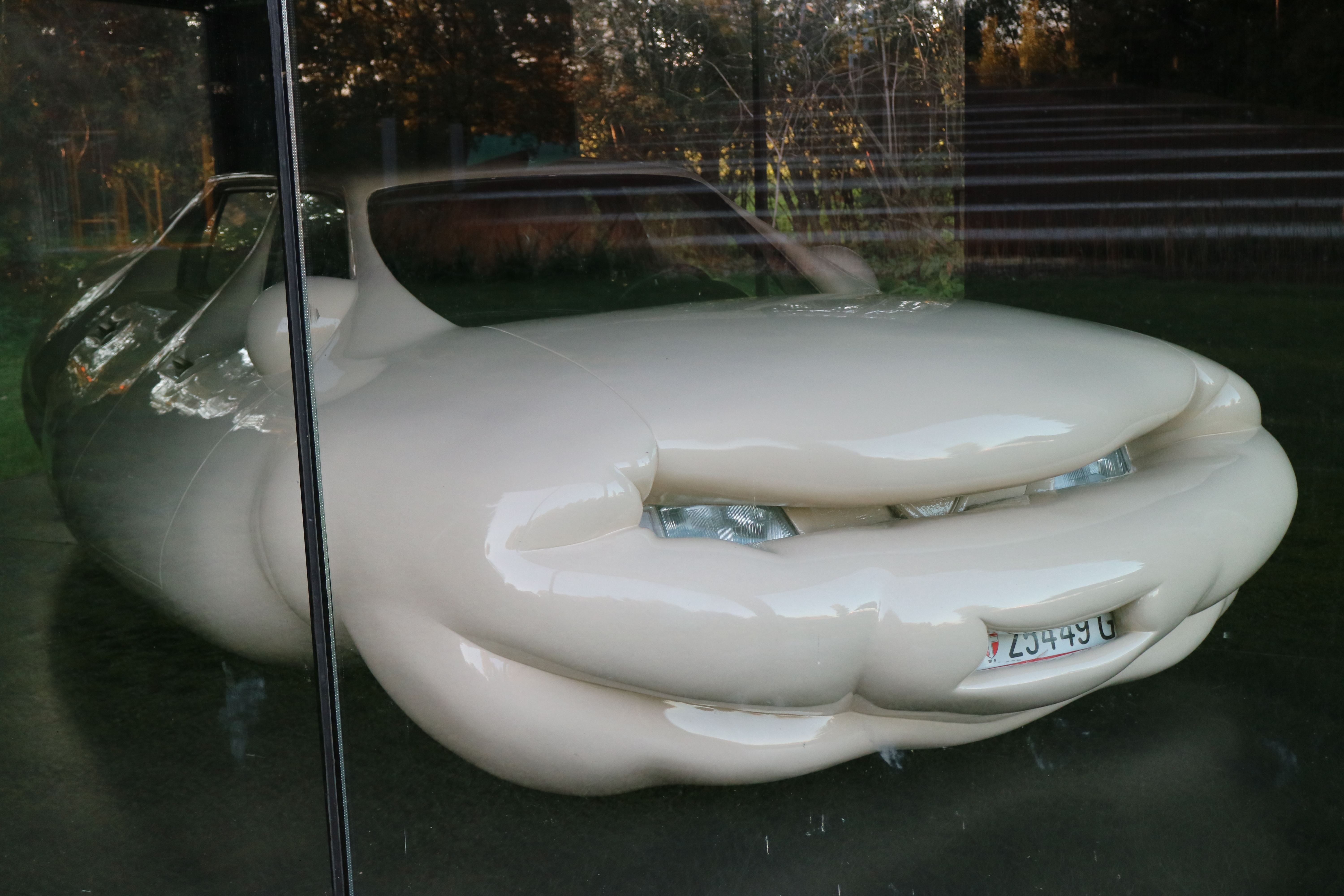
Fat Car
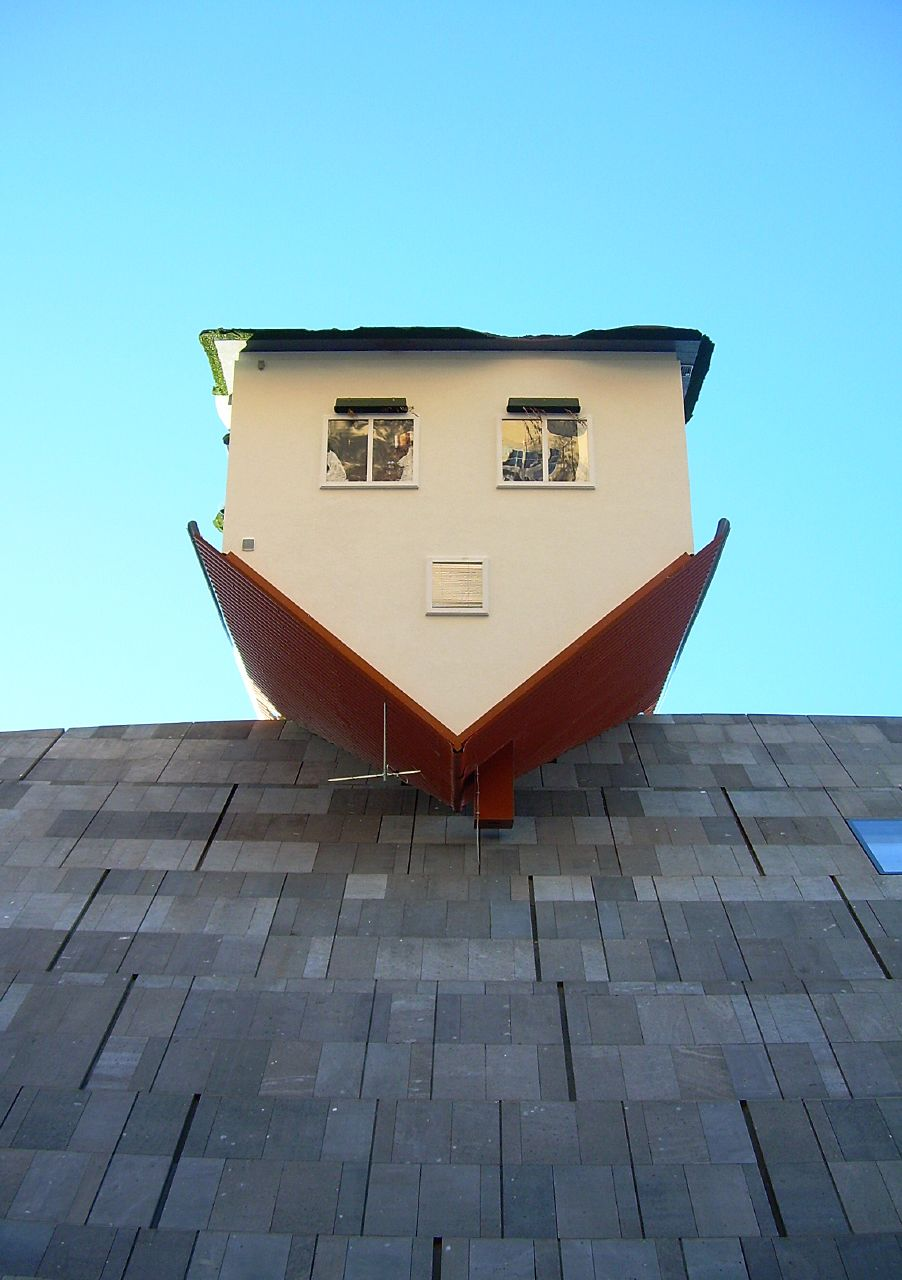
Haus auf dem MUMOK
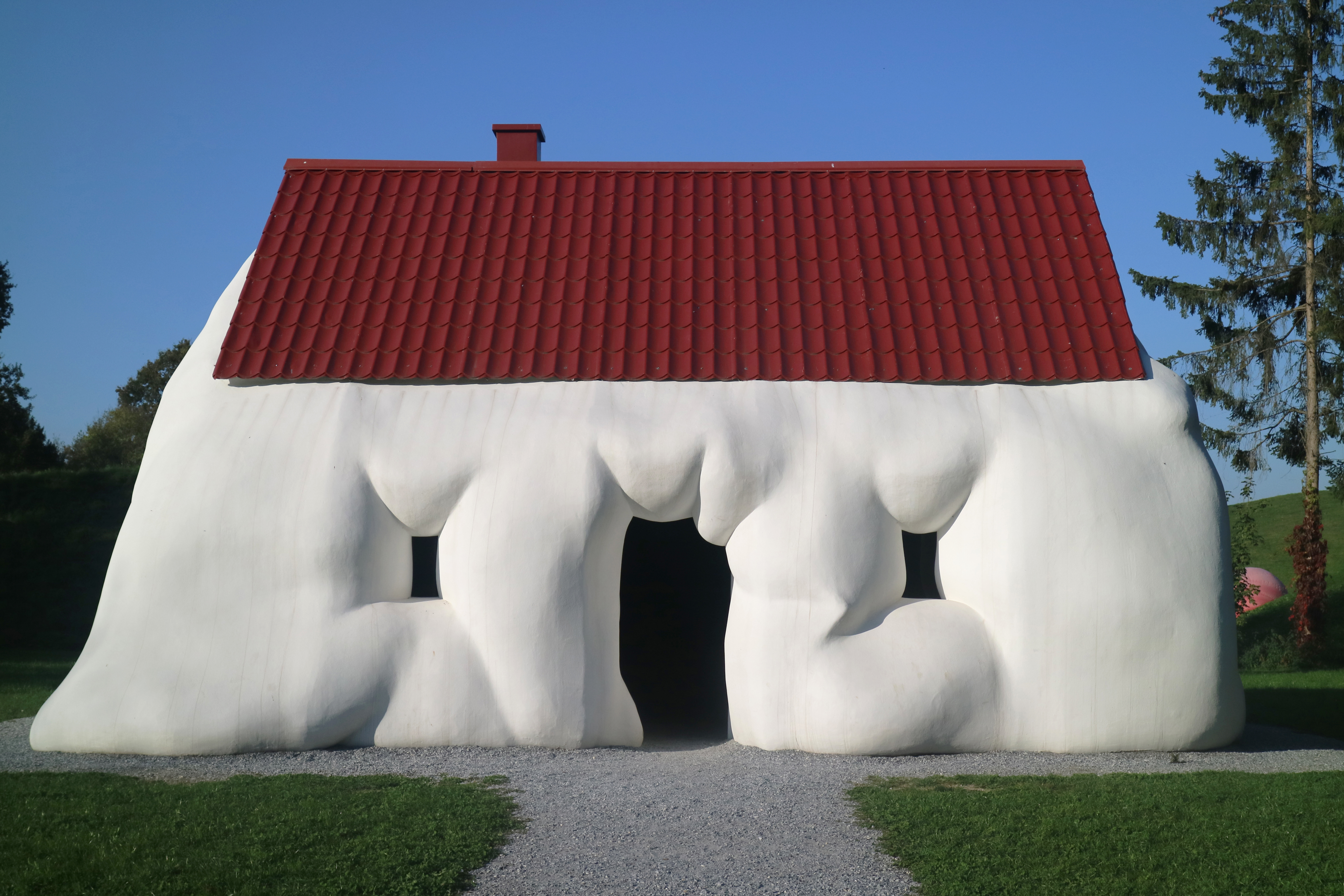
Fat House
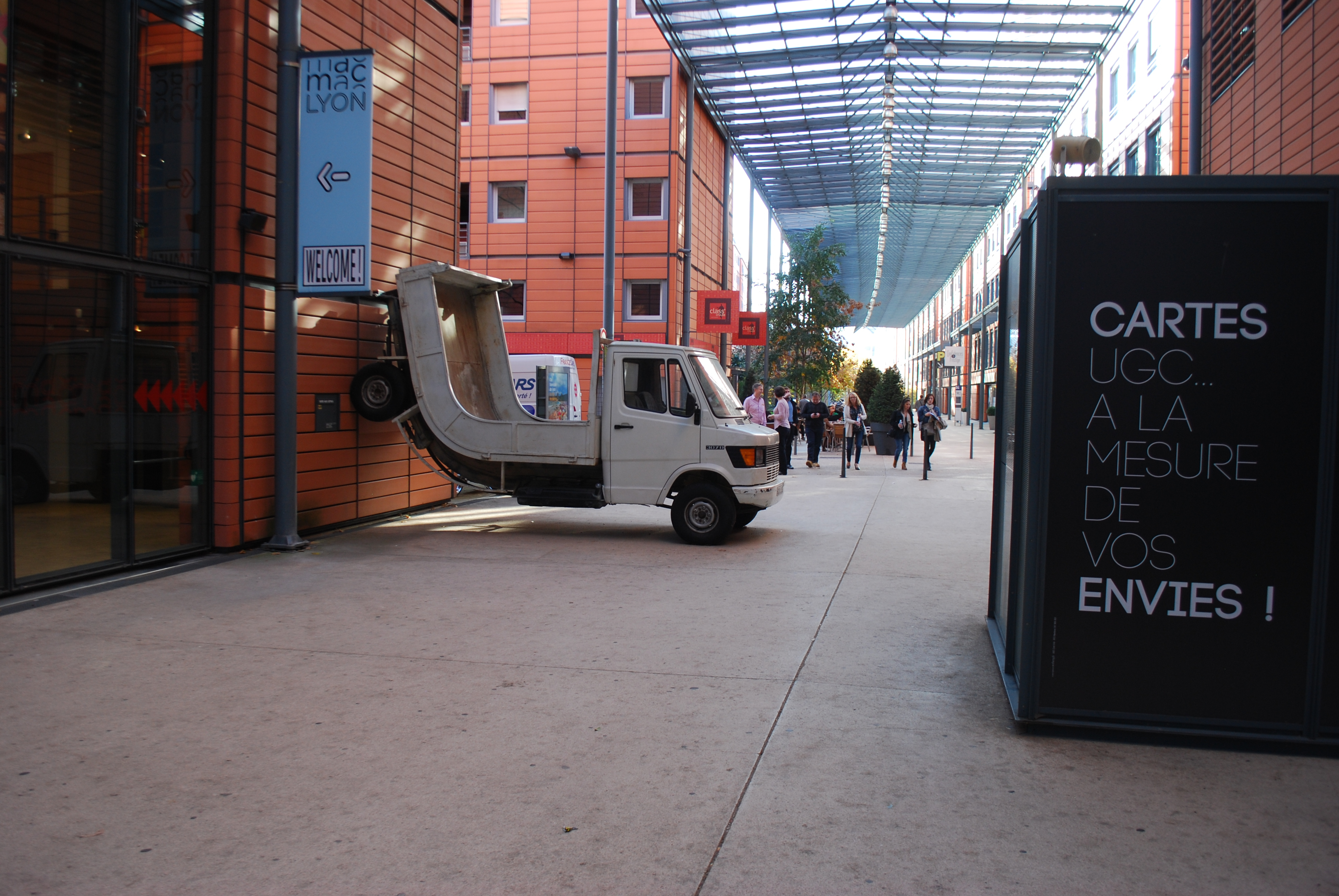
Truck
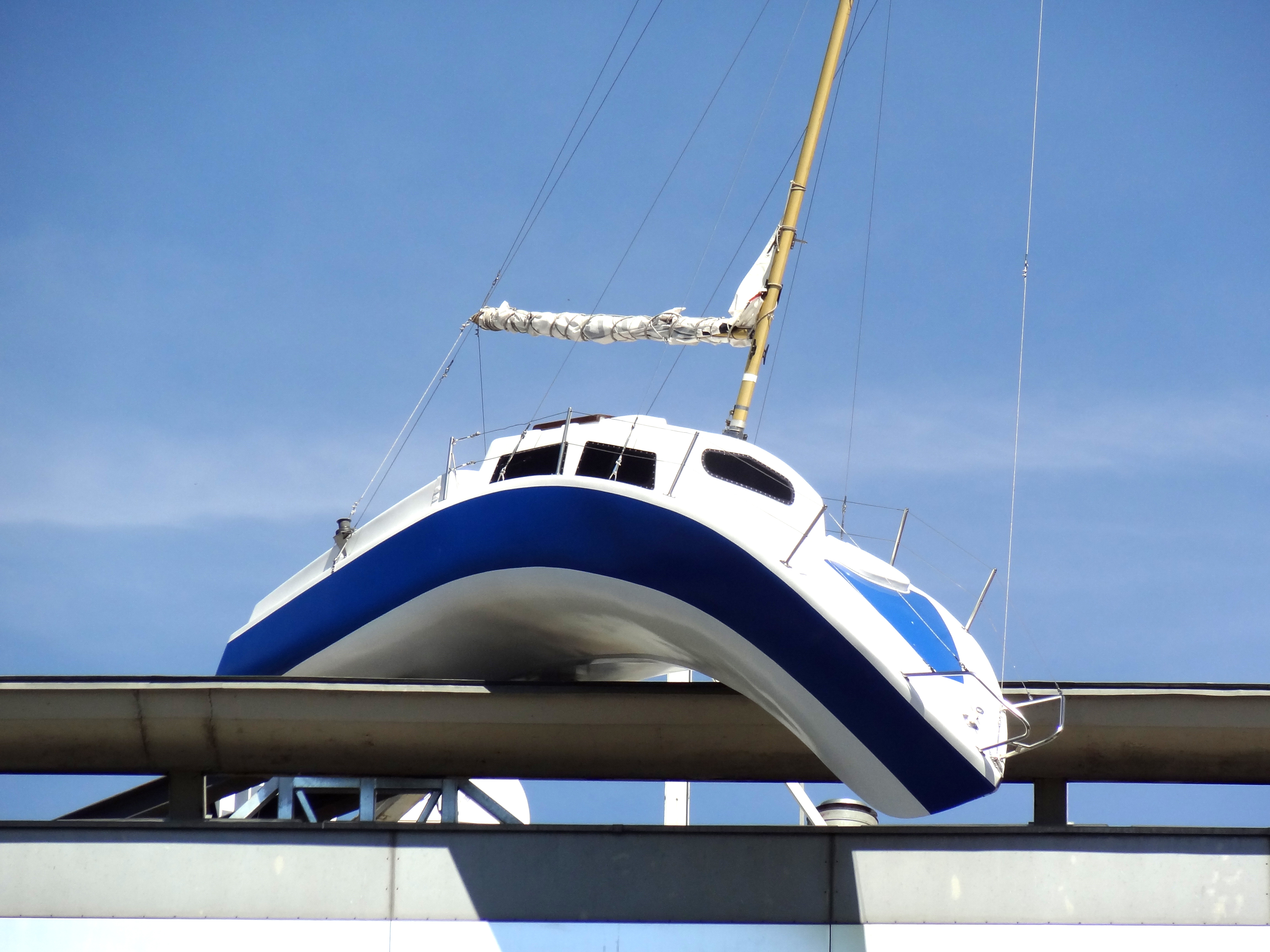
Das Boot